# الجاكسون 5
الجاكسون 5 (بالإنجليزية: The Jackson 5)‏ هي فرقة غنائية أمريكية مكونة من 5 إخوان من عائلة جاكسون التي اشتهرت بميولها نحو الموسيقى، واشتهرت في السبعينات وبداية الثمانينات. عرفت لاحقاً باسم ذا جاكسونز بعد انتقالهم من موتاون التي امتلكت حقوق اسمهم السابق إلى CBS Records.

## لمحة تاريخية

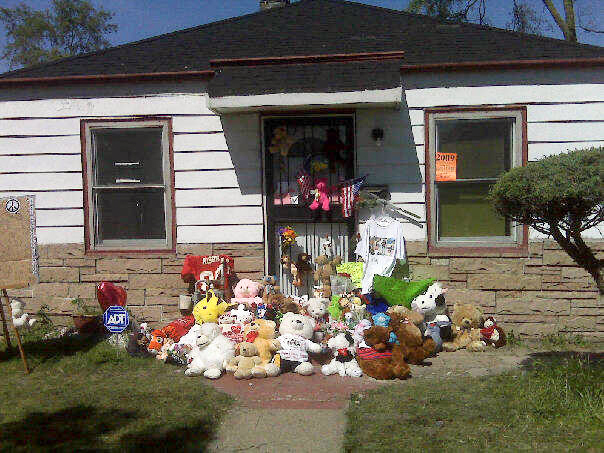
منزل الجاكسون في مرحلة الطفولة في ولاية إنديانا.

## الشخصيات
| العضو          | سنوات النشاط            | الآلات                            | ملاحظات                                            |
| -------------- | ----------------------- | --------------------------------- | -------------------------------------------------- |
| جاكي جاكسون    | 1964 – 1990             | Vocals                            |                                                    |
| تيتو جاكسون    | 1964 – - 2012 - 2024    | Lead guitar vocals                | توفي في 15 سبتمبر 2024                             |
| جيرماين جاكسون | 1964 – 1975 1984 – 1990 | Bass guitar secondary lead vocals |                                                    |
| مارلون جاكسون  | 1964 – 1984             | Vocals                            |                                                    |
| مايكل جاكسون   | 1964 – 1984             | Lead vocals                       | Died June 25, 2009                                 |
| راندي جاكسون   | 1975 – 1990             | Percussion keyboard vocals        | Joined under the band name "The Jacksons" in 1975. |

## قائمة الألبومات
الألبومات؛
| Motown releases (as The Jackson 5) - Diana Ross Presents The Jackson 5 (1969) - ABC (1970) - Third Album (1970) - The Jackson 5 Christmas Album (1970) - Maybe Tomorrow ‏ (1971) - Goin' Back to Indiana (1971) - Greatest Hits (The Jackson 5 album) (late 1971) - Lookin' Through the Windows (1972) - Skywriter (1973) - G.I.T.: Get It Together (1973) - Dancing Machine ‏ (1974) - Moving Violation (1975) - Anthology (1975) | CBS/Epic releases (as The Jacksons) - The Jacksons ‏ (1976) - Goin' Places (1977) - Destiny (1978) - Triumph (1980) - Victory (1984) - 2300 Jackson Street (1989) |

## الجولات
| The Jackson 5 - Diana Ross Presents the Jackson 5 Tour (1970) - ABC Tour (1970) - Third Album Tour (1970) - Third Album/The Jackson 5 Christmas Album Tour (1970–1971) - Third Album Tour (1971) - Maybe Tomorrow ‏ Tour (1971) - Goin' Back to Indiana Tour (1971–1972) - Lookin' Through the Windows Tour (1972–1973) - Skywriter Tour (1973) - G.I.T.: Get It Together Tour (1973–1974) - Dancing Machine ‏ Tour (1974–1975) - Moving Violation Tour (1975–1976) | The Jacksons - The Jacksons (album) Tour (1977–1978) - Goin' Places Tour (1978) - Destiny Tour (1979) - Triumph Tour (1981) - Victory Tour ‏ (1984) |

## وصلات خارجية
- الجاكسون 5 على موقع IMDb (الإنجليزية)
- الجاكسون 5 على موقع الموسوعة البريطانية (الإنجليزية)
- الجاكسون 5 على موقع ميوزك برينز (الإنجليزية)
- الجاكسون 5 على موقع رولينغ ستون (الإنجليزية)
- الجاكسون 5 على موقع أول ميوزيك (الإنجليزية)
- الجاكسون 5 على موقع أول ميوزيك (الإنجليزية)
- الجاكسون 5 على موقع ديسكوغز (الإنجليزية)
- الجاكسون 5 على موقع ديسكوغز (الإنجليزية)
- وثائقي حول الجاكسون 5 على راديو البي بي سي (بالإنجليزية)
- صفحة الجاكسون 5 على الصالة الفخرية للروك آند رول (بالإنجليزية)
- أرشيفات مصورة للجاكسون 5 (بالإنجليزية)